# Capitale italienne de la culture
Pour les articles homonymes, voir capitale de la culture.
Le titre de Capitale italienne de la culture est un label attribué pour une année entière à une ville, désignée par le ministère italien de la Culture. Le rythme d'organisation est annuel et la première édition s'est tenue en 2015. Ce dispositif vise à valoriser le patrimoine culturel et paysager et à stimuler l'attractivité des villes italiennes pour leurs habitants et les touristes ; c'est aussi l'occasion pour la ville choisie de mettre en avant sa vie culturelle sur le plan national.

## Histoire
Le projet est né en 2014 d'une idée de Dario Franceschini, ministre du Patrimoine Culturel et du Tourisme, à la suite de la proclamation de la ville de Matera comme Capitale européenne de la culture de 2019.

## Capitales choisies
| Année | Ville     | Région         |
| ----- | --------- | -------------- |
| 2015  | Ravenne   | Émilie-Romagne |
| 2015  | Cagliari  | Sardaigne      |
| 2015  | Lecce     | Pouilles       |
| 2015  | Pérouse   | Ombrie         |
| 2015  | Sienne    | Toscane        |
| 2016  | Mantoue   | Lombardie      |
| 2017  | Pistoie   | Toscane        |
| 2018  | Palerme   | Sicile         |
| 2019  | -         | -              |
| 2020  | Parme     | Émilie-Romagne |
| 2021  | Parme     | Émilie-Romagne |
| 2022  | Procida   | Campanie       |
| 2023  | Bergame   | Lombardie      |
| 2023  | Brescia   | Lombardie      |
| 2024  | Pesaro    | Marches        |
| 2025  | Agrigento | Sicile         |

| Ravenne Cagliari Lecce Pérouse Sienne Mantoue Pistoie Palerme Parme Brescia Bergame Procida Pesaro Agrigento |

## Galerie

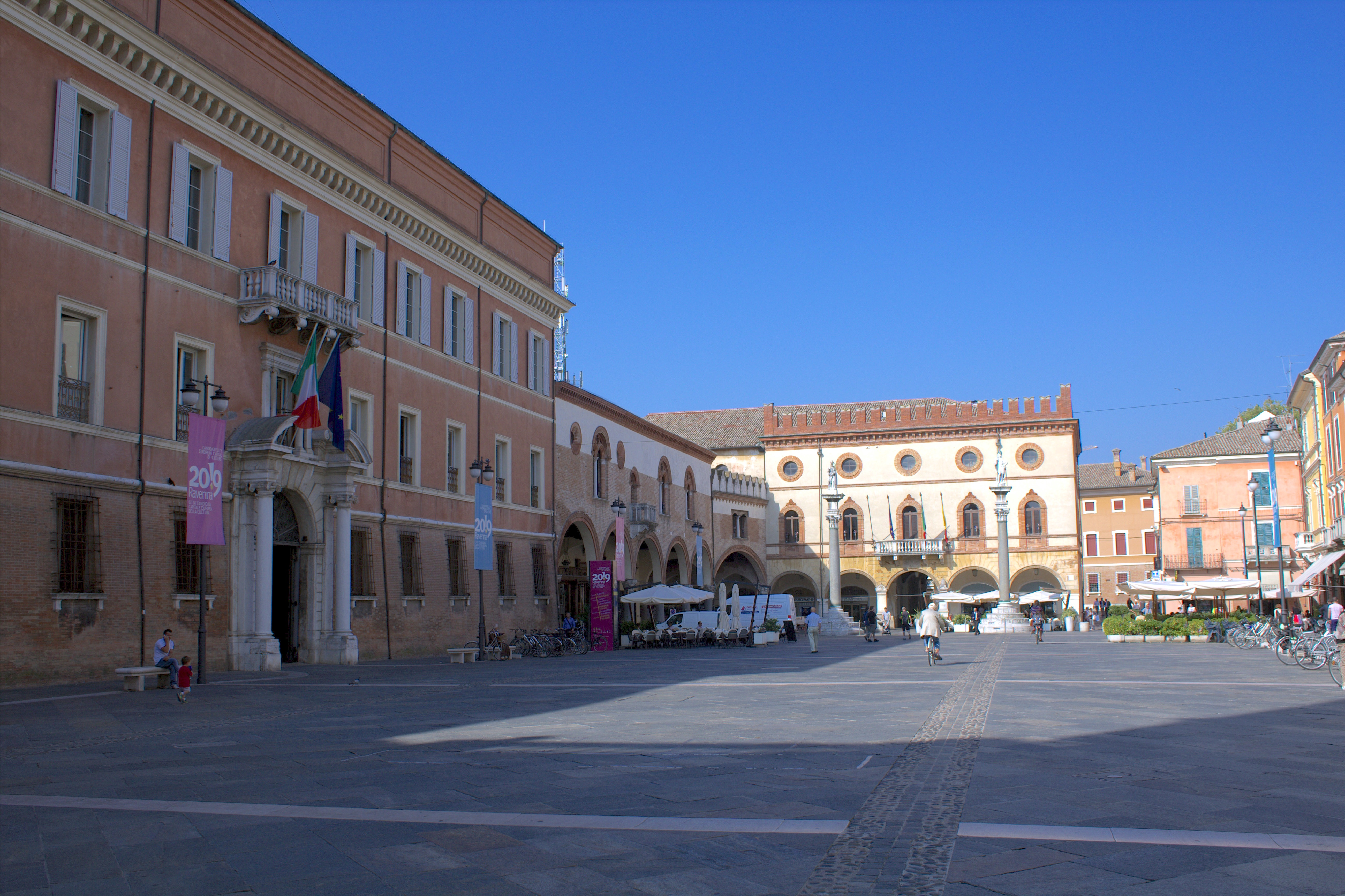
Ravenne (2015)
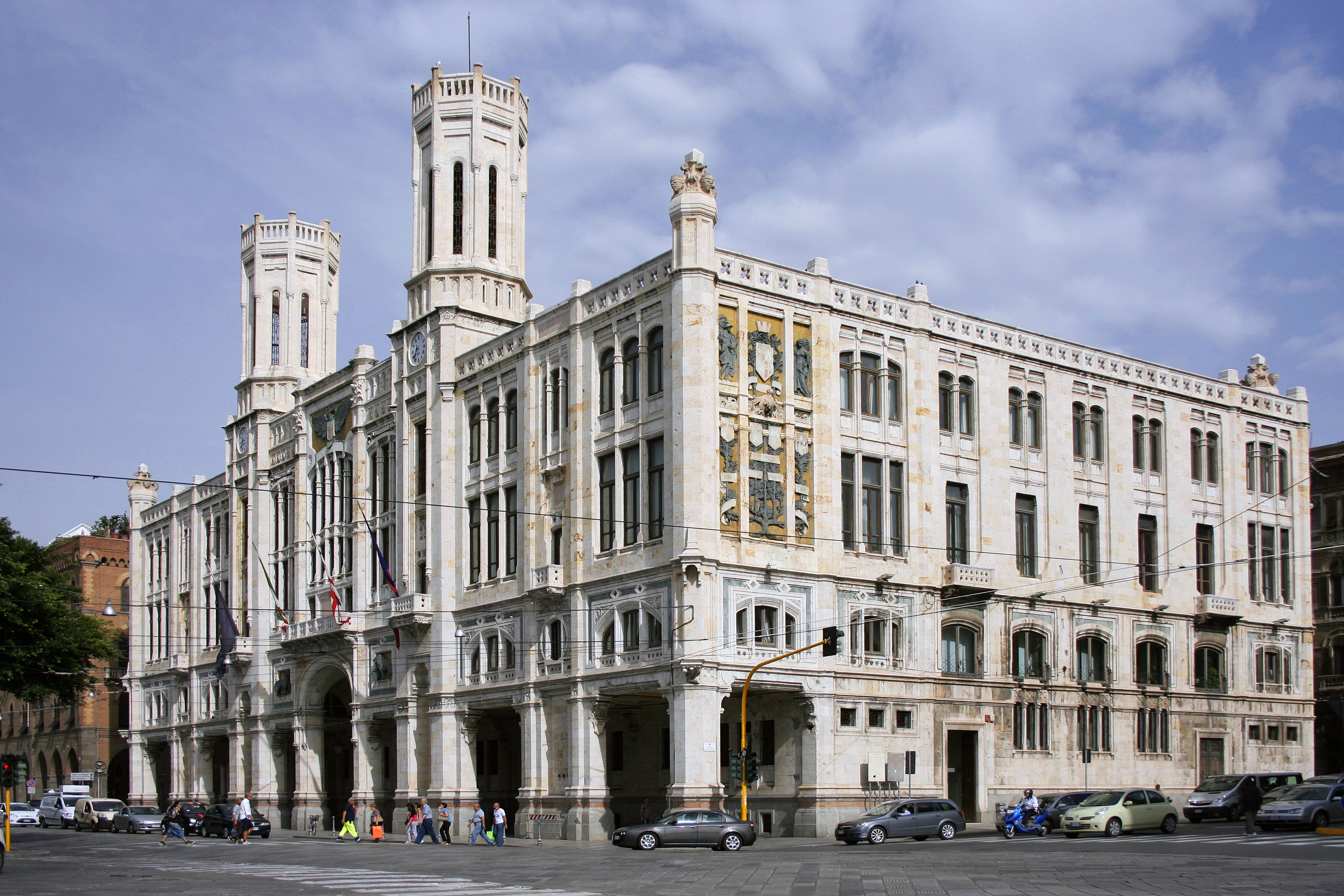
Cagliari (2015)
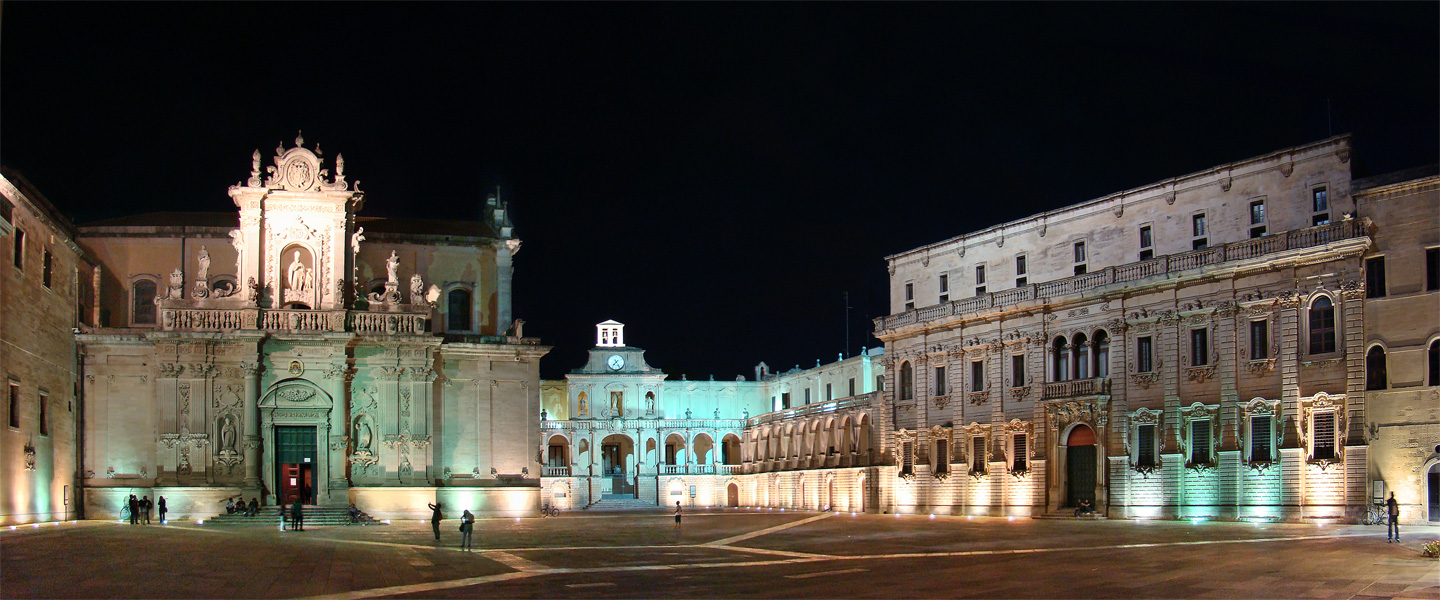
Lecce (2015)
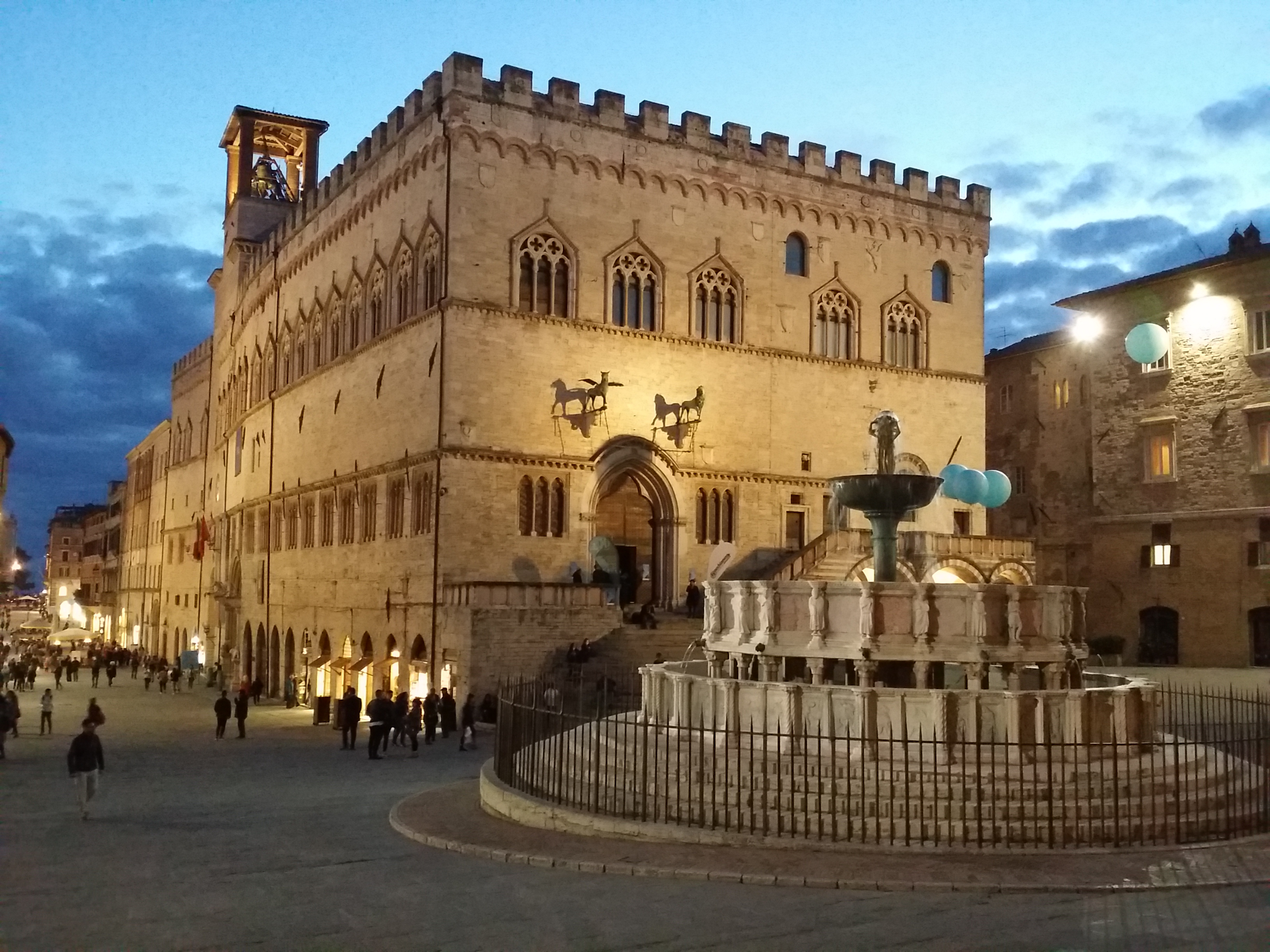
Pérouse (2015)
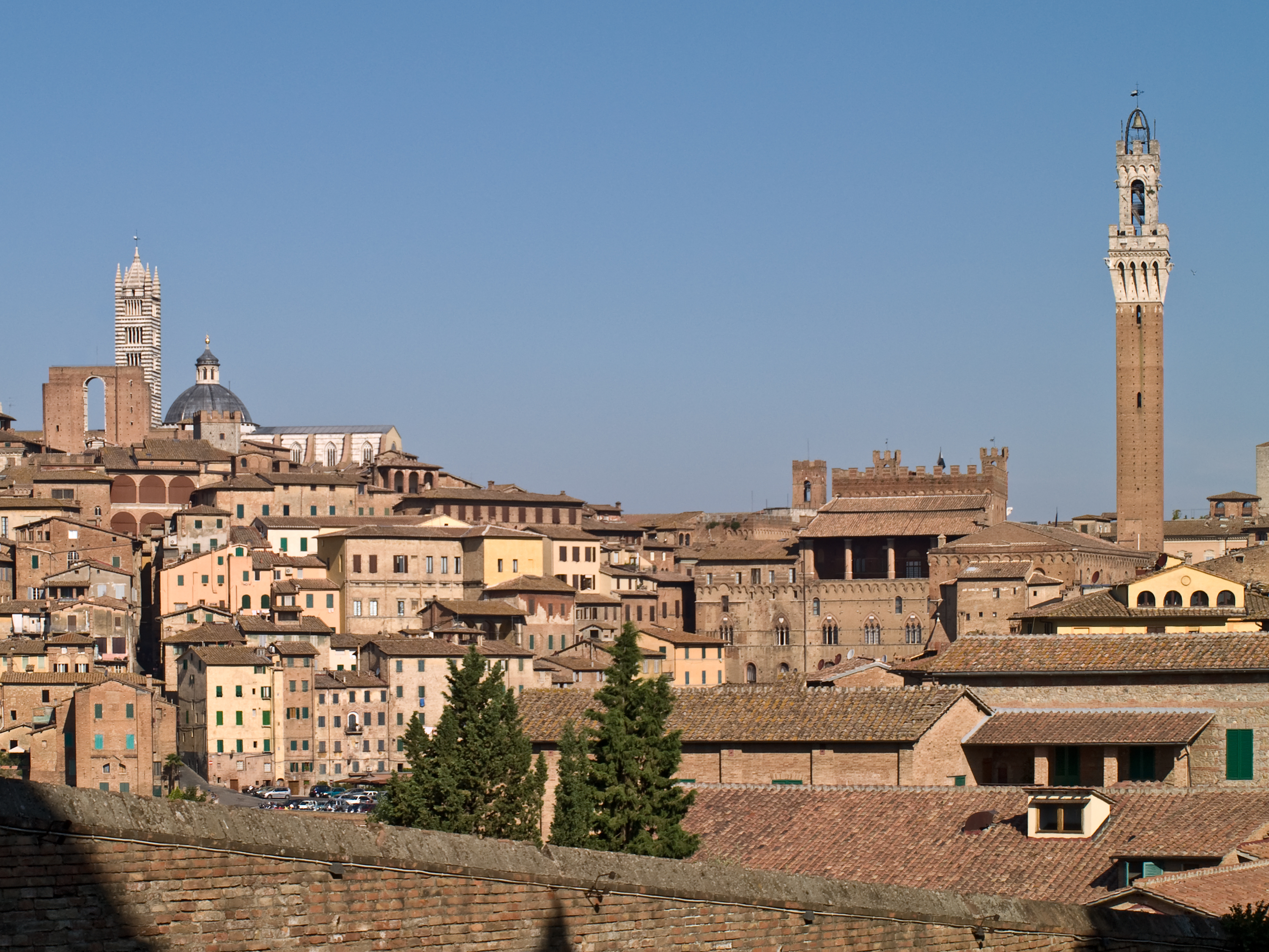
Sienne (2015)
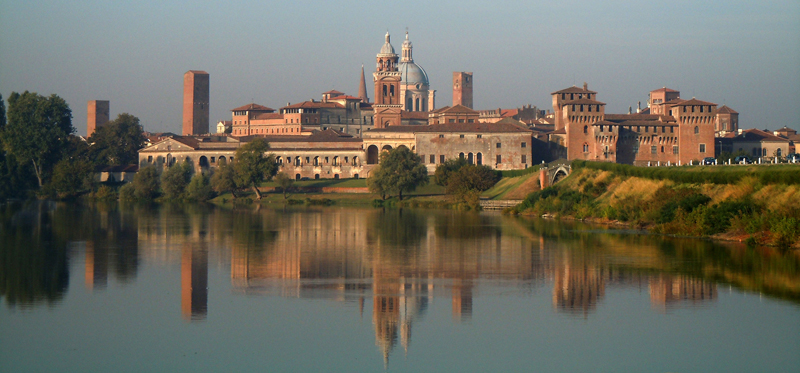
Mantoue (2016)
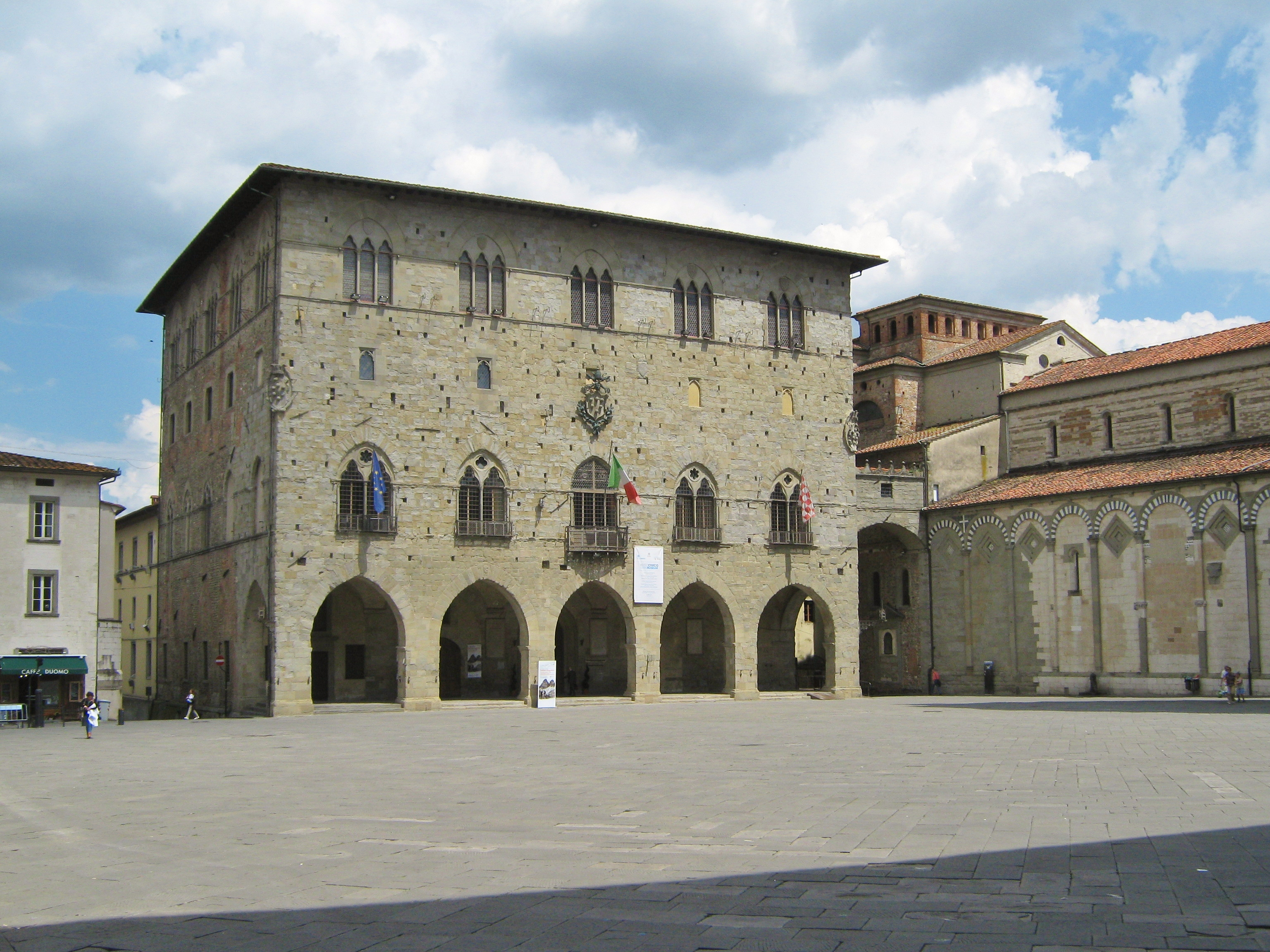
Pistoie (2017)
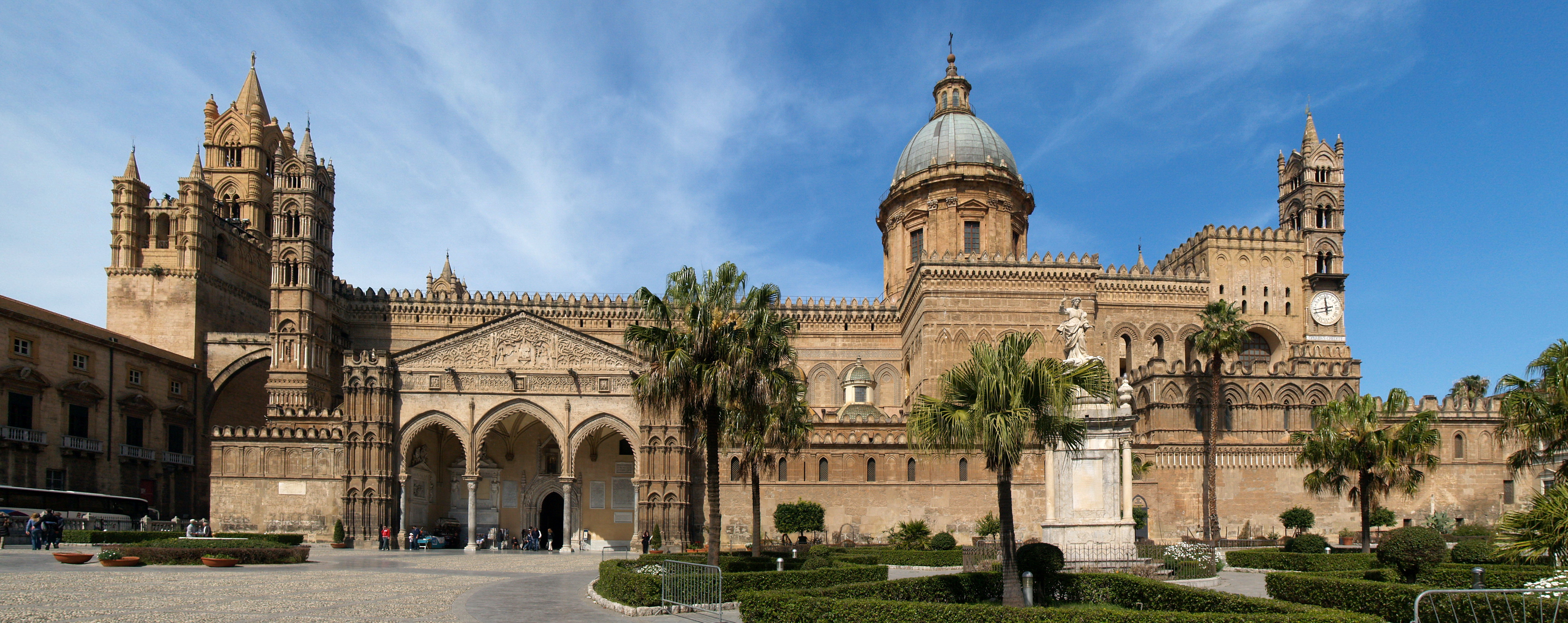
Palerme (2018)
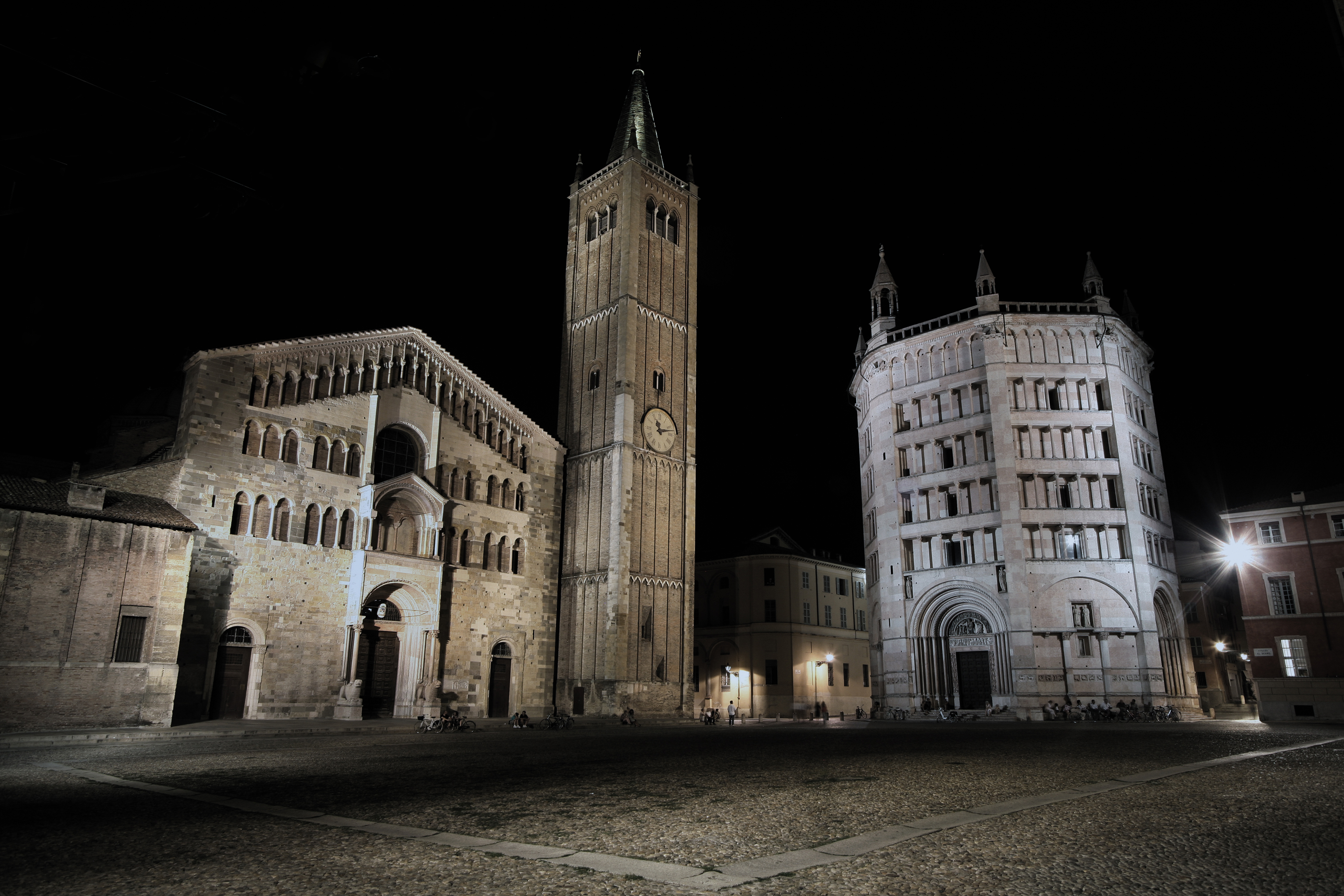
Parme (2020-2021)
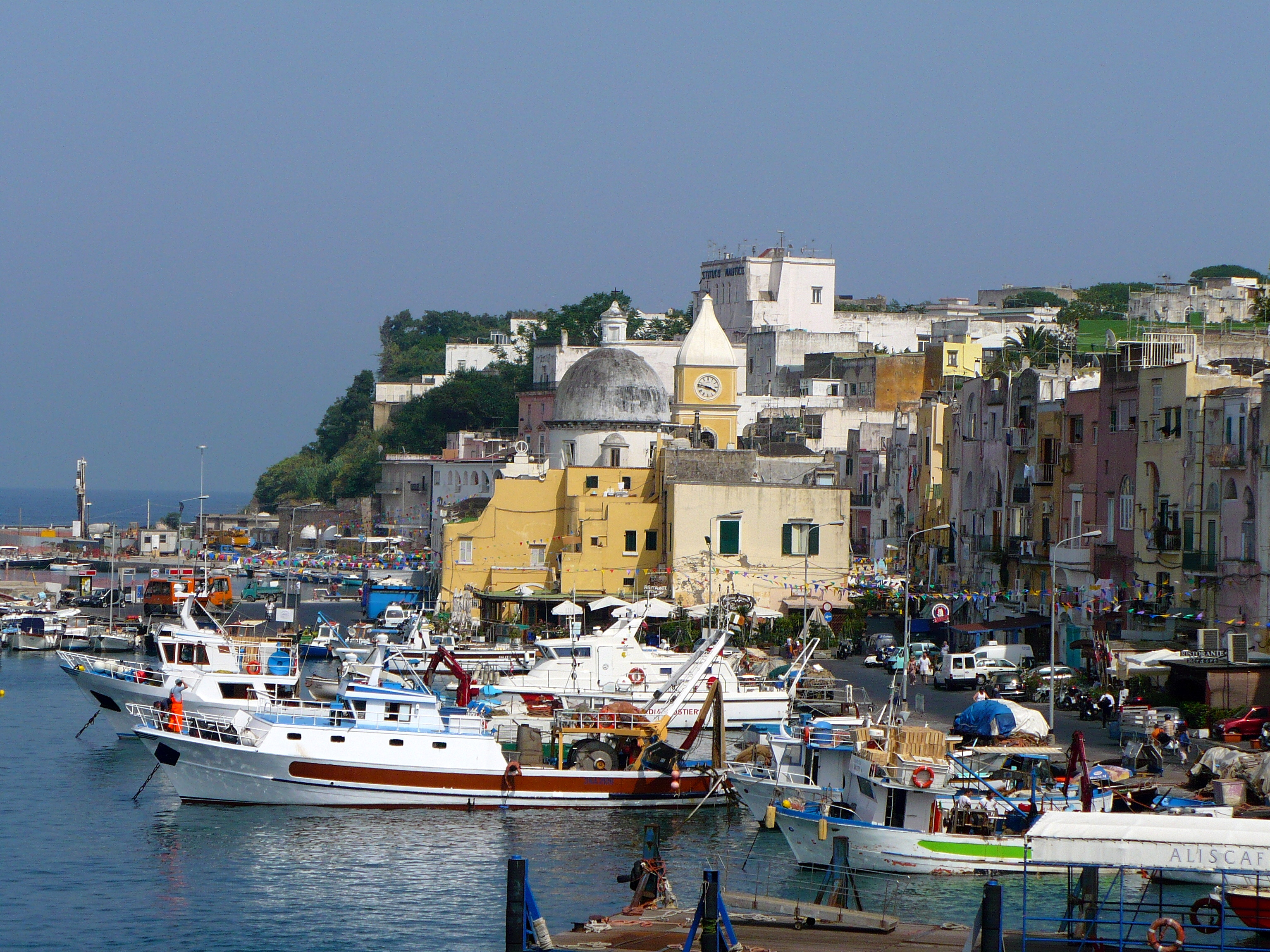
Procida (2022)
Brescia (2023)
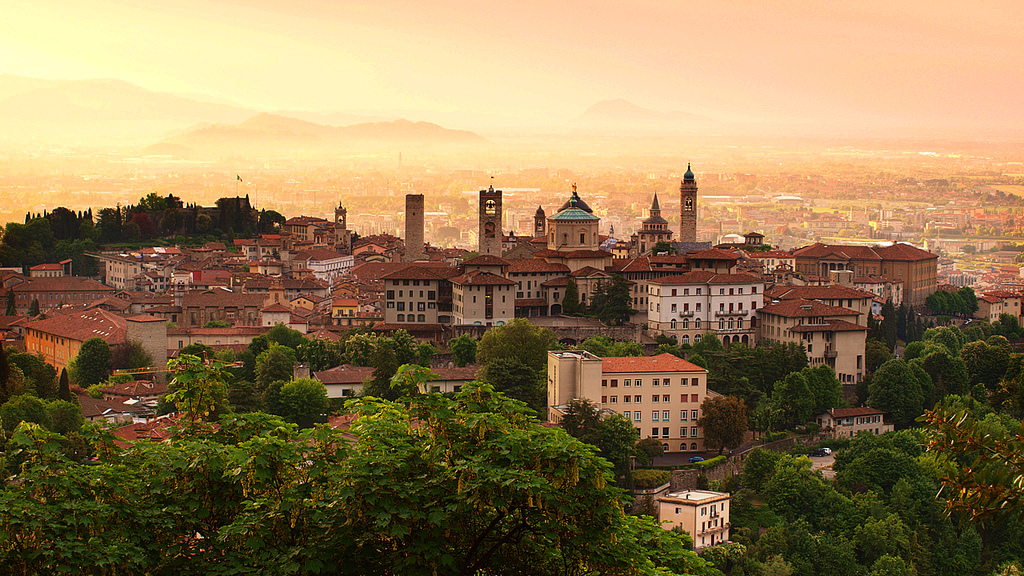
Bergame (2023)